# U nguyên bào phổi
U nguyên bào phổi (Pleuropulmonary blastoma - PPB) là một loại ung thư hiếm gặp bắt nguồn từ khoang phổi hoặc màng phổi. Nó xảy ra thường xuyên nhất ở trẻ sơ sinh và trẻ nhỏ  nhưng cũng đã được báo cáo ở người lớn. Trong một nghiên cứu hồi cứu 204 trẻ em có khối u phổi, u màng phổi và khối u carcinoid là khối u nguyên bào phổ biến nhất (83% trong số 204 trẻ có khối u thứ phát lan từ ung thư ở nơi khác trong cơ thể). U nguyên bào phổi được coi là ác tính. Tỷ lệ nhiễm giữa nam: nữ xấp xỉ nhau.

## Dấu hiệu và triệu chứng
Các triệu chứng có thể bao gồm ho, nhiễm trùng đường hô hấp trên, khó thở và đau ngực. Những triệu chứng này rất không đặc hiệu, và có thể được gây ra bởi các loại khối u khác trong phổi hoặc trung thất nói chung, và bởi các điều kiện khác. Hình ảnh (X-quang, CT, MRI) có thể được sử dụng để xác định sự hiện diện và vị trí chính xác của khối u, nhưng không phải là chẩn đoán cụ thể về PPB hoặc khối u khác. Các bác sĩ không thể biết liệu một đứa trẻ có PPB ngay lập tức, và không bị nhiễm trùng đường hô hấp trên, cho đến khi có thêm xét nghiệm và họ cho thấy rằng không có nhiễm trùng. Một triệu chứng khác là tràn khí màng phổi.

## Di truyền học
Một số PPB đã cho thấy trisomy 8 (17 trong số 23 trường hợp được nghiên cứu trên sổ đăng ký PPB). Các đột biến / xóa Trisomy 2 và p53 cũng đã được mô tả.
Một mối liên quan với các đột biến trong gen DICER1 đã được báo cáo. Đột biến trong gen này được tìm thấy trong 2/3 trường hợp mắc bệnh.

## Chẩn đoán
Cách phổ biến nhất để kiểm tra ai đó về PPB là lấy sinh thiết. Các xét nghiệm khác như chụp x-quang, quét CAT và MRI có thể gợi ý rằng có ung thư, nhưng chỉ cần kiểm tra một mảnh của khối u có thể đưa ra chẩn đoán xác định.